# القائدي (عبري)
القائدي منطقة سكنية تقع في ولاية عبري، التابعة لمحافظة الظاهرة في سلطنة عمان. يقدر عدد سكانها بـ 4 نسمة حسب إحصاء عام 2010 التابع للمركز الوطني للإحصاء والمعلومات الحكومي. رمز المنطقة هو 100140381.

## الوصلات الخارجية
- المركز الوطني للإحصاء والمعلومات، سلطنة عمان